# George Jamesone
George Jamesone, né vers 1587 et mort en 1644, était l'un des premiers importants peintres portraitistes écossais. Sa renommée débute lors de la visite royale de Charles Ier à Édimbourg en 1633. Nombre de ses toiles font aujourd'hui partie de collections prestigieuses, comme celle de la National Gallery of Scotland, du Fine Arts Museum of San Francisco, ou encore du Metropolitan Museum of Art de New York.

## Biographie

### Jeunesse et formation
George Jamesone naît à Aberdeen dans le nord-est de l'Écosse. où son père, Andrew Jamesone, est tailleur de pierre. George fréquente une grammar school près de chez lui à Schoolhill et l'on suppose qu'il poursuit ses études au Marischal College. La légende veut qu'il ait étudié sous la direction de Rubens à Anvers avec Anthony van Dyck. Cependant, il n'en existe pas de preuve formelle, car son nom n'apparaît pas sur les registres de la Guilde de cette ville. Cependant, en tenant compte que Rubens était exempté de l'enregistrement de ses élèves, cela laisse planer un doute. Jamesone par contre fait bien un apprentissage de peintre auprès de son oncle, John Anderson, à Édimbourg au début du XVIIe siècle. Il termine sa formation en 1618. Il ne retourne probablement pas à Aberdeen avant 1620, son nom ne figurant dans aucun registre. S'il est y bien allé à Anvers, c'est probablement entre 1618 et 1620.

### Carrière

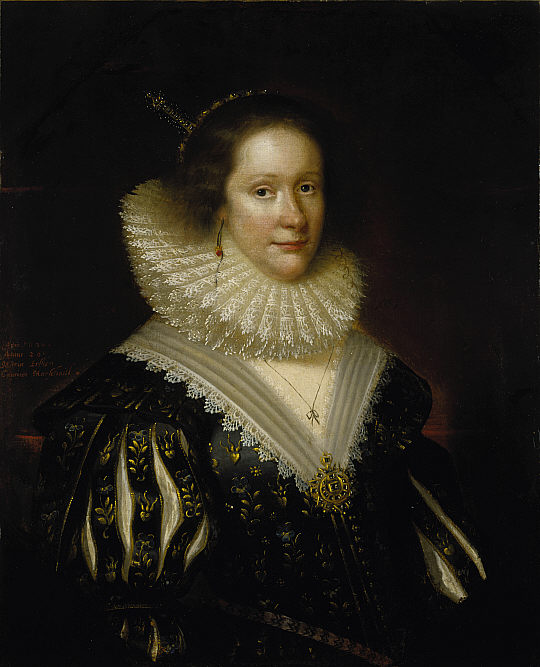
Portrait de Mary Erskine, 1626.

À Aberdeen, Jameson se fait un nom, réalisant les portraits de chercheurs et d'universitaires des deux colleges de la ville : King's et Marischal. En 1633, quand Charles Ier fait sa visite royale à Edimbourg, la renommée de Jameson passe de locale à nationale. Pour cette occasion, le peintre est invité à orner un arc de triomphe des portraits de tous les anciens rois d'Écosse. L'honneur de réaliser un portrait de Charles Ier lui échoit également. On dit que le roi fut si satisfait qu'il donna à Jamesone en récompense une bague qu'il portait à l'un de ses doigts. Après avoir entendu parler de la satisfaction du roi, nombre d'aristocrates écossais désirent évidemment que Jamesone réalise leur portrait. L'un des meilleurs exemples de ses portraits de nobles écossais est celui représentant Mary Erskine comtesse de Marischal, qui fait aujourd'hui partie de la collection de la National Gallery of Scotland. Jamesone possède deux maisons, l'une à Aberdeen et l'autre à Edimbourg, ce qui lui permet de satisfaire à la demande de centaines de clients au nord comme au sud du pays.